# Kim Kyung-ok
Kim Kyung-ok (kor. 김경옥 ;ur. 25 marca 1983) – południowokoreańska judoczka. Dwukrotna olimpijka. Piąta w Pekinie 2008 i siódma w Londynie 2012. Walczyła w kategorii półlekkiej.
Piąta na mistrzostwach świata w 2007, a także na igrzyskach azjatyckich w 2010. Zdobyła pięć medali na mistrzostwach Azji w latach 2000 – 2011.

## Letnie Igrzyska Olimpijskie 2008
| Konkurencja | Rundy eliminacyjne   | Rundy eliminacyjne    | Repasaże             | Repasaże               | Finały                  | Klas. końcowa |
| Konkurencja | Przeciwnik I         | Przeciwnik II         | Przeciwnik I         | Przeciwnik II          | o 3 miejsce             | Miejsce       |
| ----------- | -------------------- | --------------------- | -------------------- | ---------------------- | ----------------------- | ------------- |
| 52 kg       | María García (DOM) Z | Soraya Haddad (ALG) P | Marie Muller (NED) Z | Ana Carrascosa (ESP) Z | Misato Nakamura (JPN) P | 5.            |

## Letnie Igrzyska Olimpijskie 2012
| Konkurencja | Rundy eliminacyjne    | Rundy eliminacyjne        | Repasaże                | Klas. końcowa |
| Konkurencja | Przeciwnik I          | Przeciwnik II             | Przeciwnik I            | Miejsce       |
| ----------- | --------------------- | ------------------------- | ----------------------- | ------------- |
| 52 kg       | Érika Miranda (BRA) Z | Rosalba Forciniti (ITA) P | Priscilla Gneto (FRA) P | 7.            |